# Nolhaga parkbad

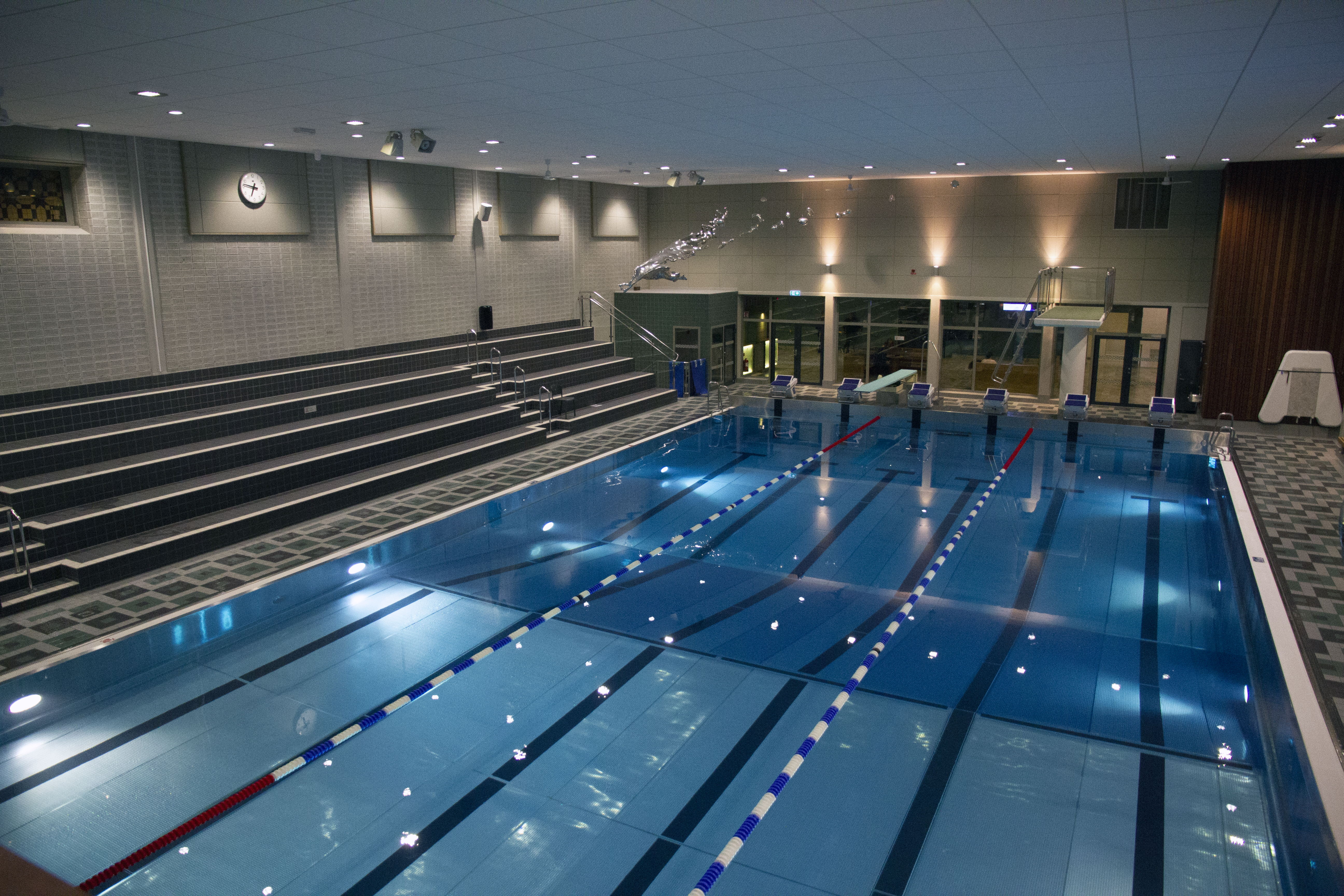
En av 25-metersbassängerna Nolhaga parkbad, efter ombyggnaden 2019.

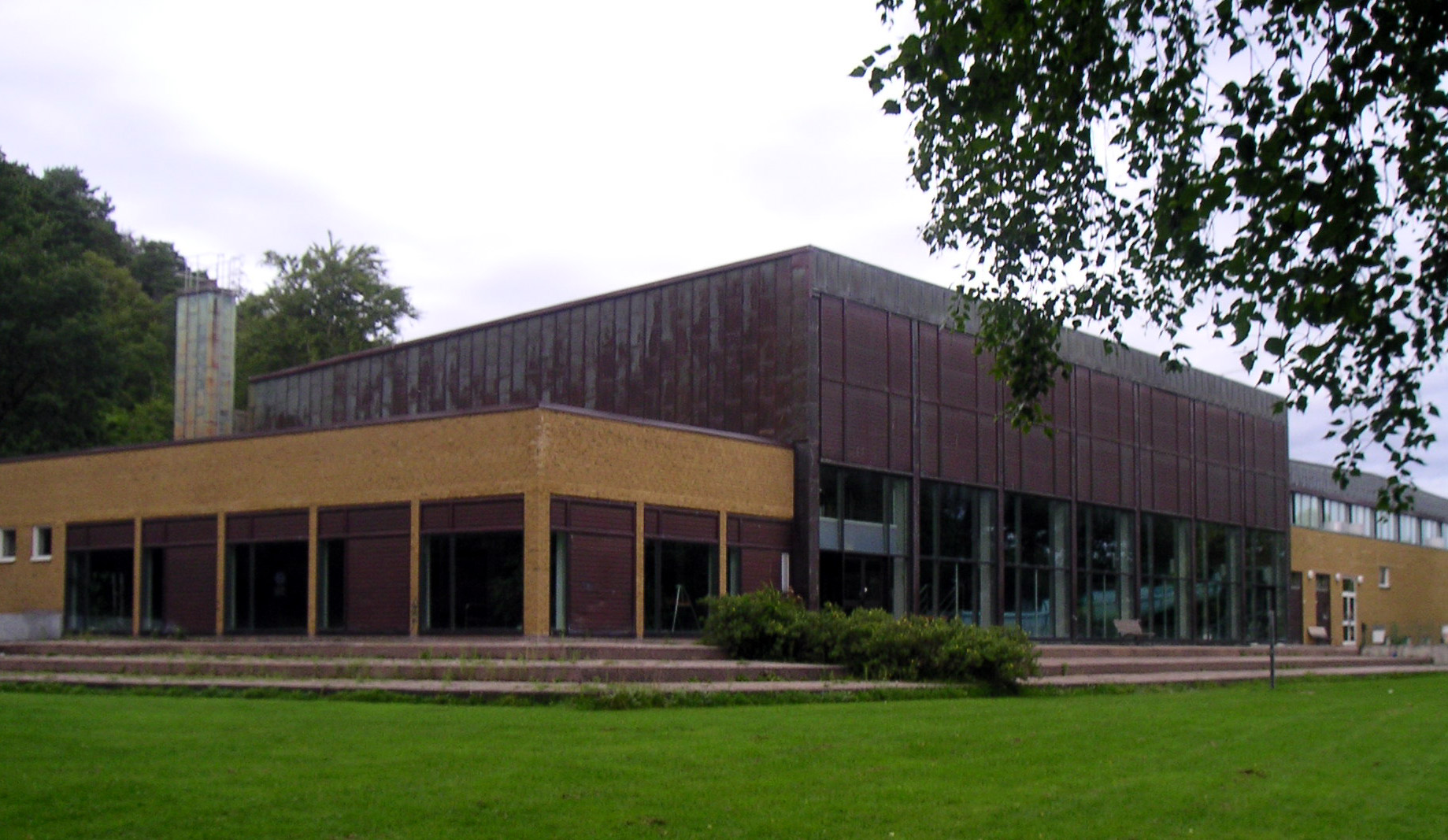
Nolhaga simhall före utbyggnaden.

Nolhaga parkbad är ett badhus med äventyrsbad och spaanläggning i Nolhagaparken i Alingsås. Anläggningen är sammanbygd med Nolhagahallen.
Nolhaga parkbad omfattar en traditionell 25-metersbassäng, en avdelningsbar 25-metersbassäng med variabelt djup, en barnpool samt ett äventyrsbad med både inom- och utomhuspool samt bubbelpool. Anläggningen omfattar även en spa- & relaxavdelning med Japanpool och bubbelpool utomhus. Vidare finns aromabastu, aufgussbastu, ångbastu och bastu med panoramafönster mot parken samt upplevelseduschar och kneippbad.  Ombyggnationen av gamla simhallen från 1967 gjordes av Serneke och invigdes mars 2019. Badanläggningen upptar en yta av 11 000 kvm.